# Weywertz
Weywertz (en français et en wallon Wévercé) est un village de la commune de Butgenbach dans la province de Liège et la Communauté germanophone de Belgique.
Le village est très étendu et se divise quasi en 4 parties :
- le centre
- le lieudit "Brückberg" sur les hauteurs non loin du camp militaire d'Elsenborn
- les abords de la gare.

Ce village eut des facilités à se développer car fut durant un siècle entier un nœud ferroviaire important : c'est ici que se croisaient les lignes de la Vennbahn :
- 48 Aachen (Aix-la-Chapelle) - Weywertz - Saint-Vith
- 45 Trois-Ponts - Malmedy - Bütgenbach - Prüm

À la suite du développement des transports par la route, le trafic ferroviaire à Weywertz perdit de son ampleur jusqu'à disparaître. Les voies commencèrent à être démantelées à Weywertz en 2007.
Une foire aux poussins issus de volailles de races est organisée chaque année au printemps dans la salle du village.

## Forme ancienne
1501 Wyverts

## Curiosités
- L'église Saint-Michel (1959), tour datant du début du XIXe siècle
- L'ancien moulin à eau, construit en 1834 au bord de la Warche, est transformé en hôtel depuis 2003 : Hôtel "Le Vieux Moulin" ****
- Le vieux tilleul de plus de 200 ans d'âge devant l'église